# Pietro Gerace
Pietro Gerace (Asmara, 20 settembre 1903 – Padova, 7 febbraio 1973) è stato un calciatore italiano, di ruolo centrocampista.

## Carriera
Con l'Udinese disputa 34 gare nei campionati di Prima Divisione 1922-1923 e Prima Divisione 1925-1926.